# Ультрацентрифугування
Ультрацентрифугування (рос. ультрацентрифугирование, англ. ultracentrifugation, нім. Ultraschleudern n) — метод розділення та дослідження частинок розміром менше 100 нм (наприклад, макромолекул, ґлобул тощо) у відцентровому полі. Дозволяє розділити суміші частинок на класи або індивідуальні компоненти, визначити молекулярну масу та молекулярно-масовий розподіл полімерів, густину їх сольватів. Дає можливість оцінити форму і розміри макромолекул в розчині. Здійснюється за допомогою ультрацентрифуг з числом Fr = 500 000. Застосовується для аналізу розчинів, дисперсних систем.